# Bleiche (Bode)
Die Bleiche, mitunter auch Bleichebach oder Bleichbach, ist ein rechter Zufluss der Bode in Bleicherode im Landkreis Nordhausen in Thüringen in Deutschland.

## Verlauf
Die Bleiche entspringt nordwestlich der Kleinstadt Bleicherode in den Bleicheröder Bergen. Der kleine Bach streift, bevor er die Stadt erreicht, eine Kleingartenanlage. Am Westrand der Bebauungsgrenze von Bleicherode wird die Bleiche zu einem Teich angestaut. Nachdem sie diesen Teich hinter sich gelassen hat, durchfließt sie Bleicherode. Der größte Teil des Bachlaufs wird in der Stadt unterirdisch geführt. Die letzten rund 400 m bis zur Mündung in die Bode fließt sie wieder oberirdisch.

## Besonderheit
Für die Stadt Bleicherode war der kleine Bachlauf namensgebend.